# Mimagoniates lateralis
Mimagoniates lateralis är en fiskart som först beskrevs av Nichols, 1913.  Mimagoniates lateralis ingår i släktet Mimagoniates och familjen Characidae. Inga underarter finns listade i Catalogue of Life.